# На порозі вічності
«На порозі вічності» (фр. Au seuil de l'Eternité) — картина нідерландського художника Вінсента ван Гога, написана 1890 року.

## Історія створення
Картина написана в квітні-травні 1890 року на основі літографії 1882 року. Мабуть, перші начерки з'явилися ще раніше. У вересні 1881 року в листі з Етена своєму братові Тео Вінсент пише про декілька зроблених ним малюнків місцевих сільських жителів, в числі яких згадує
| «Старого хворого селянина, який сидить на стільці перед вогнищем: він опустив голову на руки, а ліктями вперся в коліна[1].» |
Це зображення не збереглося. У 1882 році в Гаазі він зробив ще один варіант малюнка, який потім перевів у літографію, на основі якої в 1890 році і була створена найбільш відома версія картини, на відміну від попередніх написана олією. Крім того, існує ще поясний варіант зображення старого 1883 року, створений ван Гогом під враженням вірша Томаса Мура «У нічній тиші», який він цитує в одному з листів того часу. В даний час картина зберігається в музеї Креллер-Мюллер в Нідерландах.

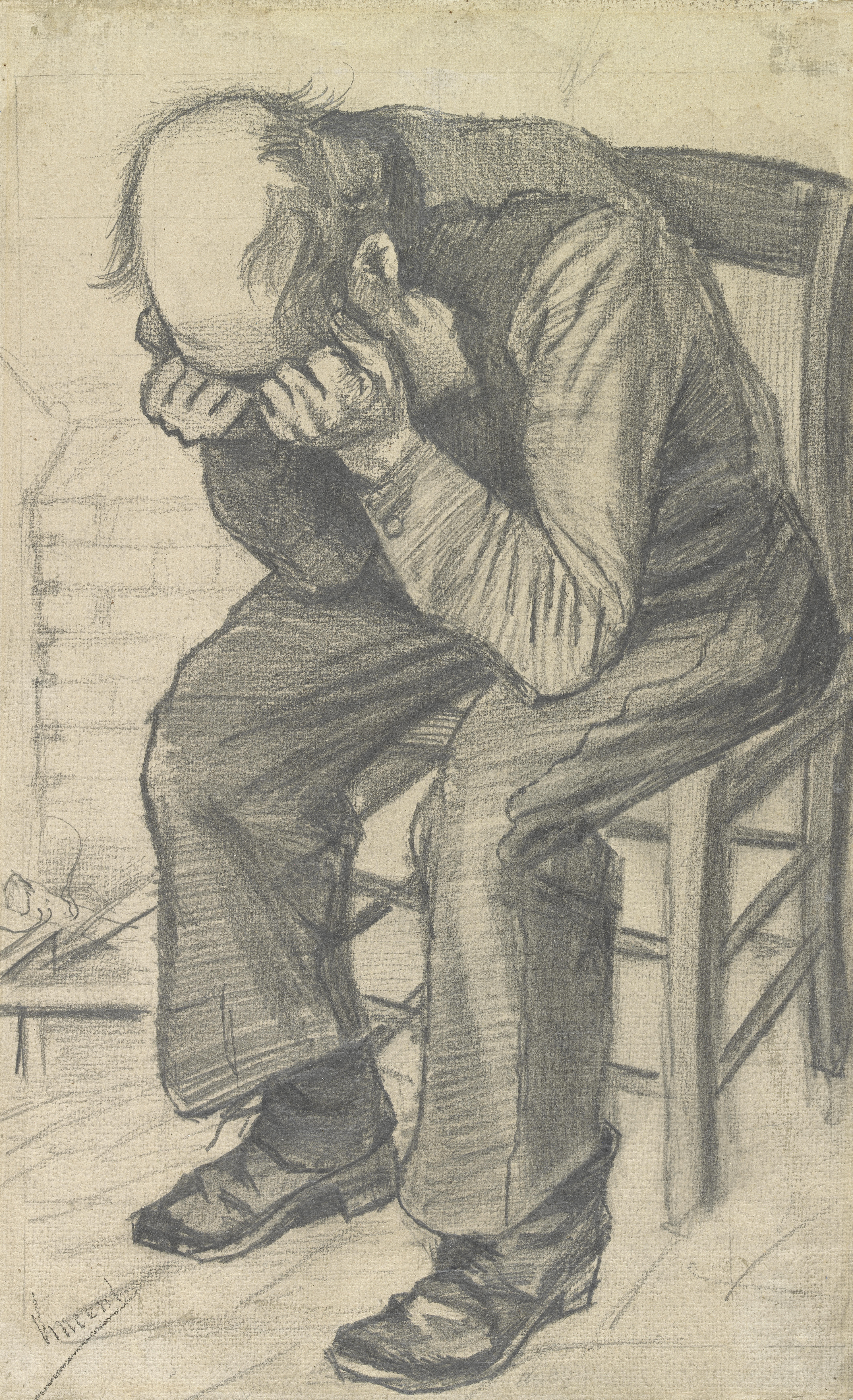
1882, Музей ван Гога
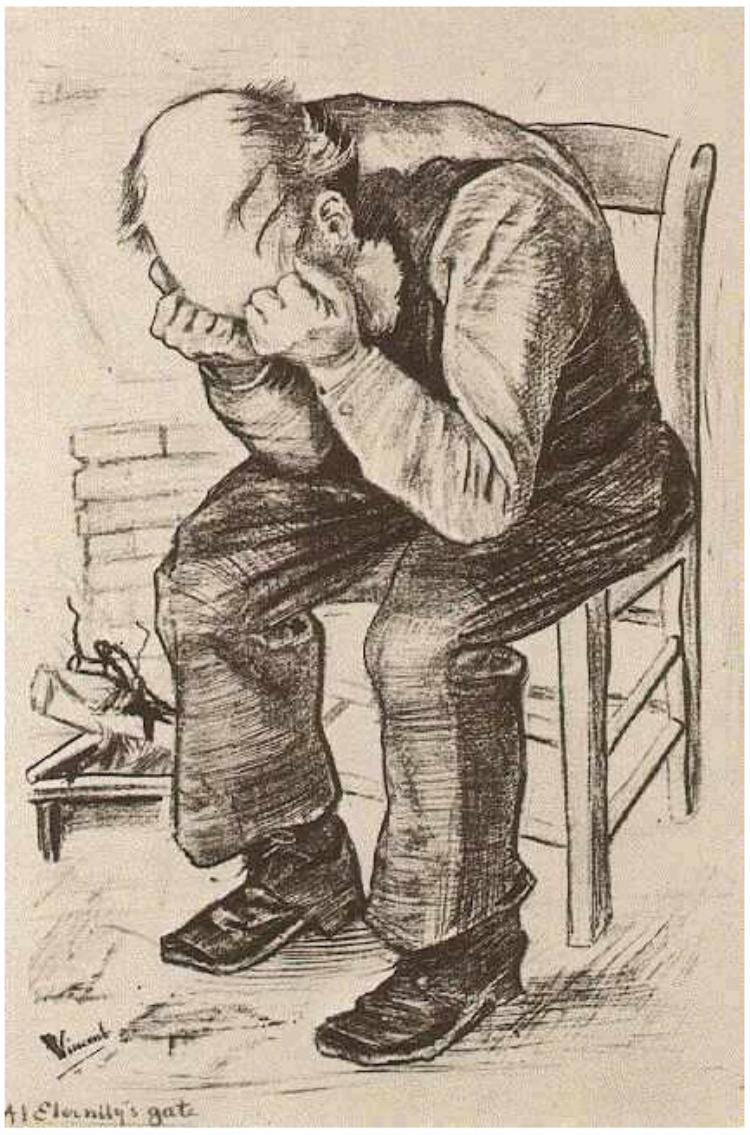
1882, Тегеранський музей сучасного мистецтва
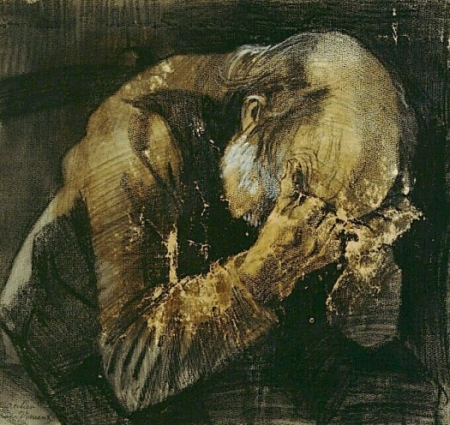
1882, Музей Креллер-Мюллер